# جف گولد
جف گولد (انگلیسی: Geoff Gould؛ زادهٔ ۷ ژانویهٔ ۱۹۴۵) بازیکن فوتبال اهل بریتانیا است.
از باشگاه‌هایی که در آن بازی کرده‌است می‌توان به باشگاه فوتبال لینکولن سیتی اشاره کرد.